# Widukind Lenz
Widukind Lenz (* 4. Februar 1919 in Eichenau; † 25. Februar 1995 in Münster) war ein deutscher Arzt und Humangenetiker.

## Leben
Lenz war der zweite Sohn des Humangenetikers und Rassenhygienikers Fritz Lenz. Seine Mutter Emmy geborene Weitz starb 1928. Er studierte von 1937 bis 1943 Medizin an der Eberhard-Karls-Universität Tübingen, der Friedrich-Wilhelms-Universität Berlin, der Deutschen Universität Prag sowie der Ernst-Moritz-Arndt-Universität Greifswald. Während seiner Studienzeit in Tübingen trat er im Wintersemester 1937/38 der Kameradschaft „Ludwig Uhland“ bei, deren Nachfolgeorganisation Burschenschaft Germania Tübingen er bis zum Lebensende angehörte. Neben seinem Studium war er Junggruppenführer der Hitlerjugend, gehörte dem NS-Studentenbund an und war Mitglied der SA. Nach Angaben in seinem Lebenslauf von 1941 scheiterte eine Überstellung zur SS am Widerspruch der SA. Im selben Jahr wurde er an der Ernst-Moritz-Arndt-Universität Greifswald mit dem Thema „Über die Wandlungen des menschlichen Wachstums in der Gegenwart“ bei Hans Bischoff promoviert.
Von 1944 bis 1948 arbeitete Widukind Lenz als Arzt bei der Luftwaffe und in Kriegsgefangenenlagern. 1949 veröffentlichte er eine Ernährungstheorie zur Körperstatur dahingehend, dass die durchschnittliche Körpergröße die Ernährungssituation während der Wachstumsperiode widerspiegele. Diese Theorie untermauerte er 1959 und nutzte sie als Erklärung für die Akzeleration.
Ab 1952 war er Oberarzt an der Eppendorfer Kinderklinik, bis er 1961 auf das neugeschaffene Hamburger Ordinariat berufen wurde. In Hamburg habilitierte er sich 1958 mit dem Thema „Der Einfluss des Alters der Eltern und der Geburtennummer auf angeborene pathologische Zustände beim Kind“. In dieser Zeit arbeitete er schwerpunktmäßig auf dem Gebiet der klinischen Genetik und der Chromosomenanalyse. Hierbei machte er bei seinen Forschungen 1961 die folgenschwere Entdeckung, dass der im Medikament Contergan enthaltene Wirkstoff Thalidomid Föten schädigen konnte. 1963 legte er sein Buch zur „Medizinischen Genetik“ vor. Ab 1965 war Lenz Direktor des Genetischen Instituts der Westfälischen Wilhelms-Universität zu Münster.
Sein Buch Medizinische Genetik war im deutschen Sprachraum jahrelang als Standardwerk anerkannt.
Widukind Lenz war mit der Ärztin Almuth Lenz, geb. Thomsen-von Krohn (1922–2013), verheiratet. Aus der Ehe gingen ein Sohn und eine Tochter hervor. Lenz’ älterer Bruder war der Mathematiker Hanfried Lenz, der jüngere Bruder Friedrich (1922–2014) war Physiker.
Am 25. Februar 1995 starb Lenz in Münster.

## Thalidomid-Forschungen
Lenz wurde durch seine wissenschaftlichen Forschungen bekannt, dass der in dem Medikament Contergan enthaltene Wirkstoff Thalidomid Ursache für das gehäufte Auftreten von Missbildungen bei Neugeborenen war. Er rief am 15. November 1961 Heinrich Mückter, den Forschungsleiter bei Grünenthal an, machte ihn auf die Zusammenhänge aufmerksam und forderte eine Rücknahme des Mittels. Vier Tage später auf dem Ärztekongress in Düsseldorf sprach er öffentlich über seine Entdeckung und forderte abermals ein sofortiges Zurückziehen von „Contergan“ aus dem Markt. Am 26. November griff die „Welt am Sonntag“ diese Forderung, bezogen auf das Medikament, auf und erst am darauffolgenden Tag unter dem bereits aufgebauten Druck nahm der Hersteller Grünenthal das Mittel vom Markt. Noch im Dezember des gleichen Jahres begann die Staatsanwaltschaft Aachen mit den Ermittlungen gegen das Unternehmen Grünenthal. Im Artikel Die Thalidomid-Embryopathie publizierte Lenz dann zusammen mit Klaus Knapp in der Deutschen Medizinischen Wochenschrift 1962 seine ersten Ergebnisse über Missbildungen durch Contergan. Für seine teratologischen Forschungen zum Contergan-Problem erhielt er 1963/64 die Ehrendoktorwürde der Universität Tübingen. Doch noch mehrere Jahre mussten vergehen, bis am 27. Mai 1968 der Prozess gegen die Firma Grünenthal eröffnet wurde. Im Dezember 1970 wurde der Prozess eingestellt.
Zusammen mit seiner Frau setzte Widukind Lenz sich für die Aufklärung der Hintergründe des Contergan-Skandals und für eine Entschädigung der Opfer ein.

## Ehrungen und Mitgliedschaften
- 1970: Mitglied der Leopoldina
- 1972: Verdienstkreuz 1. Klasse der Bundesrepublik Deutschland

## Werke
- Medizinische Genetik: mit Schlüssel zum Gegenstandskatalog (1983)
- Humangenetik in Psychologie und Psychiatrie (1978)
- Medizinische Genetik: Grundlagen, Ergebnis u. Probleme (1970)
- Medizinische Genetik (1963) (Übersetzungen in Englisch, Spanisch, Russisch und Japanisch)
- Medizinische Genetik: eine Einführung in ihre Grundlagen und Probleme (1961)
- Der Einfluss des Alters der Eltern und der Geburtennummer auf angeborene pathologische Zustände beim Kind (Habilschrift, Hamburg 1958)
- Recessiv-geschlechtsgebundene Mikrophthalmie mit multiplen Missbildungen. In: Zeitschrift für Kinderheilkunde, Berlin, 1955, Bd. 77, S. 384–390, ISSN 0044-2917. PMID 13300470. Danach ist das Lenz-Syndrom benannt.
- Ernährung und Konstitution (1949)
- Über die Wandlungen des menschlichen Wachstums in der Gegenwart (Dissertation, Greifswald 1943)